# Antimitra lirata
Antimitra lirata é uma espécie de gastrópode do gênero Antimitra, pertencente a família Colubrariidae.